# Her Heritage
Her Heritage er en britisk stumfilm fra 1919 af Bannister Merwin.

## Medvirkende
- Jack Buchanan som Bob Hales
- Phyllis Monkman som Lady Mary Strode
- E. Holman Clark som Gerald Pridling
- Edward O'Neill som Lord Heston
- Winifred Dennis som Mrs. Wilter